# Communauté de communes de Gevrey-Chambertin et de Nuits-Saint-Georges
La communauté de communes de Gevrey-Chambertin et de Nuits-Saint-Georges est une communauté de communes française, située dans le département de la Côte-d'Or et la région Bourgogne-Franche-Comté.

## Historique
La communauté de communes de Gevrey-Chambertin et de Nuits-Saint-Georges est créée le 1er janvier 2017 par fusion des communautés de communes de Gevrey-Chambertin, du Pays de Nuits-Saint-Georges et du Sud Dijonnais.
Le 29 novembre 2017, les élus votent l'abandon de la compétence scolaire.
À la suite de la création de la commune nouvelle de Valforêt le 1er janvier 2019, le nombre de communes passe de 56 à 55.

## Territoire communautaire

### Composition
La communauté de communes est composée des 55 communes suivantes :

| Nom                         | Code Insee | Gentilé            | Superficie (km2) | Population (dernière pop. légale) | Densité (hab./km2) |
| --------------------------- | ---------- | ------------------ | ---------------- | --------------------------------- | ------------------ |
| Nuits-Saint-Georges (siège) | 21464      | Nuitons            | 20,5             | 5 263 (2022)                      | 257                |
| Agencourt                   | 21001      | Agencourtois       | 4,2              | 428 (2022)                        | 102                |
| Arcenant                    | 21017      | Arcenantais        | 10,12            | 510 (2022)                        | 50                 |
| Argilly                     | 21022      | Argilliens         | 34,12            | 540 (2022)                        | 16                 |
| Barges                      | 21048      | Bargeois           | 3,85             | 656 (2022)                        | 170                |
| Bévy                        | 21070      | Belvesiens         | 5,26             | 135 (2022)                        | 26                 |
| Boncourt-le-Bois            | 21088      |                    | 7,58             | 272 (2022)                        | 36                 |
| Brochon                     | 21110      | Brochonnais        | 7,46             | 662 (2022)                        | 89                 |
| Broindon                    | 21113      |                    | 4,64             | 197 (2022)                        | 42                 |
| Chambœuf                    | 21132      | Chambutaires       | 11,25            | 384 (2022)                        | 34                 |
| Chambolle-Musigny           | 21133      | Chambollois        | 7,57             | 268 (2022)                        | 35                 |
| Chaux                       | 21162      | Chauxois           | 7,04             | 484 (2022)                        | 69                 |
| Chevannes                   | 21169      | Chevannais         | 6,29             | 169 (2022)                        | 27                 |
| Collonges-lès-Bévy          | 21182      |                    | 5,39             | 99 (2022)                         | 18                 |
| Comblanchien                | 21186      |                    | 3,61             | 604 (2022)                        | 167                |
| Corcelles-lès-Cîteaux       | 21191      |                    | 6,75             | 831 (2022)                        | 123                |
| Corgoloin                   | 21194      | Corgolinois        | 12,58            | 968 (2022)                        | 77                 |
| Couchey                     | 21200      | Couchois           | 12,7             | 1 108 (2022)                      | 87                 |
| Curley                      | 21217      |                    | 5,75             | 139 (2022)                        | 24                 |
| Curtil-Vergy                | 21219      |                    | 2,7              | 156 (2022)                        | 58                 |
| Détain-et-Bruant            | 21228      |                    | 15,48            | 142 (2022)                        | 9,2                |
| Épernay-sous-Gevrey         | 21246      |                    | 5,47             | 156 (2022)                        | 29                 |
| L'Étang-Vergy               | 21254      |                    | 2,65             | 203 (2022)                        | 77                 |
| Fixin                       | 21265      | Fixinois           | 10,12            | 717 (2022)                        | 71                 |
| Flagey-Echézeaux            | 21267      | Flageotins         | 8,06             | 494 (2022)                        | 61                 |
| Fussey                      | 21289      |                    | 7,73             | 122 (2022)                        | 16                 |
| Gerland                     | 21294      | Gerlandais         | 20,68            | 441 (2022)                        | 21                 |
| Gevrey-Chambertin           | 21295      | Gibriaçois         | 24,77            | 2 983 (2022)                      | 120                |
| Gilly-lès-Cîteaux           | 21297      | Gillotins          | 11,03            | 729 (2022)                        | 66                 |
| Magny-lès-Villers           | 21368      | Magnotins          | 3,83             | 233 (2022)                        | 61                 |
| Marey-lès-Fussey            | 21384      |                    | 3,97             | 84 (2022)                         | 21                 |
| Messanges                   | 21407      | Messangeots        | 3,05             | 248 (2022)                        | 81                 |
| Meuilley                    | 21409      | Meuillotins        | 6,1              | 420 (2022)                        | 69                 |
| Morey-Saint-Denis           | 21442      |                    | 7,83             | 621 (2022)                        | 79                 |
| Noiron-sous-Gevrey          | 21458      | Noironnais         | 6,56             | 1 143 (2022)                      | 174                |
| Premeaux-Prissey            | 21506      | Prémeliens         | 9,05             | 372 (2022)                        | 41                 |
| Quincey                     | 21517      |                    | 5,57             | 499 (2022)                        | 90                 |
| Reulle-Vergy                | 21523      | Reullois           | 6,13             | 163 (2022)                        | 27                 |
| Saint-Bernard               | 21542      |                    | 3,69             | 460 (2022)                        | 125                |
| Saint-Nicolas-lès-Cîteaux   | 21564      | Nicocistelliens    | 28,93            | 390 (2022)                        | 13                 |
| Saint-Philibert             | 21565      | Saint-Philibertins | 4,72             | 542 (2022)                        | 115                |
| Saulon-la-Chapelle          | 21585      | Saulonnais         | 9,99             | 1 030 (2022)                      | 103                |
| Saulon-la-Rue               | 21586      | Saulonnais         | 4,53             | 707 (2022)                        | 156                |
| Savouges                    | 21596      | Savougeois         | 3,09             | 377 (2022)                        | 122                |
| Segrois                     | 21597      |                    | 2,29             | 57 (2022)                         | 25                 |
| Semezanges                  | 21601      |                    | 8,14             | 92 (2022)                         | 11                 |
| Ternant                     | 21625      |                    | 16,35            | 82 (2022)                         | 5                  |
| Urcy                        | 21650      |                    | 7,93             | 145 (2022)                        | 18                 |
| Valforêt                    | 21178      |                    | 22,04            | 322 (2022)                        | 15                 |
| Villars-Fontaine            | 21688      | Fontanivillois     | 2,89             | 115 (2022)                        | 40                 |
| Villebichot                 | 21691      | Villebichotains    | 10,36            | 403 (2022)                        | 39                 |
| Villers-la-Faye             | 21698      | Fayavillois        | 5,84             | 400 (2022)                        | 68                 |
| Villy-le-Moutier            | 21708      | Villymonastériens  | 20,13            | 330 (2022)                        | 16                 |
| Vosne-Romanée               | 21714      | Vosniers           | 3,69             | 341 (2022)                        | 92                 |
| Vougeot                     | 21716      | Vougeotins         | 0,88             | 153 (2022)                        | 174                |

### Démographie
| 1968   | 1975   | 1982   | 1990   | 1999   | 2008   | 2013   | 2019   |
| ------ | ------ | ------ | ------ | ------ | ------ | ------ | ------ |
| 20 446 | 22 258 | 23 404 | 25 314 | 27 290 | 29 078 | 29 755 | 29 758 |

## Administration

### Siège
Le siège de la communauté d'agglomération est fixé au 3 rue Jean Moulin, Nuits-Saint-Georges.

### Conseil communautaire
À partir de mars 2020, 78 conseillers communautaires siége dans le conseil communautaire, répartis selon le droit commun.
| Nombre de conseillers | Communes                                                                          |
| --------------------- | --------------------------------------------------------------------------------- |
| 13                    | Nuits-Saint-Georges                                                               |
| 7                     | Gevrey-Chambertin                                                                 |
| 2                     | Couchey, Noiron-sous-Gevrey, Saulon-la-Chapelle, Corgoloin, Corcelles-les-Cîteaux |
| 1                     | Les 48 autres communes                                                            |

### Présidence
| Nom | Nom               | Parti | Début           | Fin             | Fonctions                                                                               |
| --- | ----------------- | ----- | --------------- | --------------- | --------------------------------------------------------------------------------------- |
|     | Christophe Lucand | PS    | 13 janvier 2017 | 17 juillet 2020 | Conseiller départemental du canton de Longvic Conseiller municipal de Gevrey-Chambertin |
|     | Pascal Grappin    | UDI   | 17 juillet 2020 | En fonction     | Maire de Villebichot (depuis 2008)                                                      |

### Régime fiscal et budget
Le régime fiscal de la communauté de communes est la fiscalité professionnelle unique.